# Zomicarpella amazonica
Zomicarpella amazonica är en kallaväxtart som beskrevs av Josef Bogner. Zomicarpella amazonica ingår i släktet Zomicarpella och familjen kallaväxter. Inga underarter finns listade.